# Cupa Cupelor 1968-1969
Cupa Cupelor 1968-1969 este cea de-a noua ediție a Cupei Cupelor UEFA. Competiția a fost câștigată, în premieră, de Slovan CHZJD Bratislava care a învins-o în finală pe FC Barcelona. Deținătoarea trofeului, AC Milan, a participat în Cupa Campionilor Europeni 1968-1969, pe care a și câștigat-o.
Cinci echipe, reprezentând țări din blocul comunist, s-au retras în semn de protest față de decizia UEFA de a le pune să joace unele împotriva celorlalte în primul tur.
România a fost reprezentată de CS Dinamo București, care a părăsit competiția în optimi, eliminată de West Bromwich Albion FC.

## Șaisprezecimi de finală
| Echipa 1                 | Total  | Echipa 2                     | Turul I | Turul II |
| ------------------------ | ------ | ---------------------------- | ------- | -------- |
| US Rumelange             | 2 – 2  | Sliema Wanderers FC          | 2 – 1   | 0 – 1    |
| Club Brugge KV           | 3 – 3  | West Bromwich Albion FC      | 3 – 1   | 0 – 2    |
| Dunfermline Athletic FC  | 12 – 1 | APOEL FC Nicosia             | 10 – 1  | 2 – 0    |
| Cardiff City FC          | 3 – 4  | FC Porto                     | 2 – 2   | 1 – 2    |
| Slovan CHZJD Bratislava  | 3 – 2  | RFK Bor                      | 3 – 0   | 0 – 2    |
| Crusaders FC Belfast     | 3 – 6  | IFK Norrköping               | 2 – 2   | 1 – 4    |
| Altay GK Izmir           | 4 – 5  | SFK Lyn Oslo                 | 3 – 1   | 1 – 4    |
| Randers Sportsklub Freja | 3 – 1  | Shamrock Rovers FC Dublin    | 1 – 0   | 2 – 1    |
| FC Girondins de Bordeaux | 2 – 4  | 1. FC Köln                   | 2 – 1   | 0 – 3    |
| FC Lugano                | 0 – 4  | FC Barcelona                 | 0 – 1   | 0 – 3    |
| KF Partizani Tirana      | 2 – 3  | AC Torino SpA                | 1 – 1   | 1 – 3    |
| HFC ADO Den Haag         | 6 – 1  | Grazer AK                    | 4 – 1   | 2 – 0    |
| Olympiacos SF Pireu      | 4 – 0  | Knattspyrnufélag Reykjavíkur | 2 – 0   | 2 – 0    |

Calificată direct: SC Dinamo București (deoarece Rába ETO Győr s-a retras).

### Turul I
| US Rumelange         | 2 – 1 | Sliema Wanderers FC |
| -------------------- | ----- | ------------------- |
| Leszczynski 21', 48' |       | Cocks 58'           |

| Club Brugge KV                   | 3 – 1 | West Bromwich Albion FC |
| -------------------------------- | ----- | ----------------------- |
| Thio 25' Lambert 50' Bailliu 70' |       | Hartford 35'            |

| Dunfermline Athletic FC                                                                                    | 10 – 1 | APOEL FC Nicosia |
| --- | ------ | ---------------- |
| Robertson 9', 46' Barry 17' Gardner 19' Renton 26', 86' Edwards 44' W. Callaghan 57', 65' T. Callaghan 70' |        | Stylianou 74'    |

| Cardiff City FC             | 2 – 2 | FC Porto                |
| --------------------------- | ----- | ----------------------- |
| Toshack 24' Bird 50' (pen.) |       | Custódio Pinto 60', 68' |

| Slovan CHZJD Bratislava    | 3 – 0 | RFK Bor |
| -------------------------- | ----- | ------- |
| Jokl 48', 69' Hrdlička 80' |       |         |

| Crusaders FC Belfast  | 2 – 2 | IFK Norrköping        |
| --------------------- | ----- | --------------------- |
| Jamison 40' Parke 77' |       | Hult 42' Hultberg 53' |

| Altay SK Izmir                | 3 – 1 | SFK Lyn Oslo |
| ----------------------------- | ----- | ------------ |
| Öztürk 17' Erhanoğlu 83', 89' |       | Austnes 62'  |

| Randers Sportsklub Freja | 1 – 0 | Shamrock Rovers FC Dublin |
| ------------------------ | ----- | ------------------------- |
| Gaardsøe 88'             |       |                           |

| FC Girondins de Bordeaux | 2 – 1 | 1. FC Köln |
| ------------------------ | ----- | ---------- |
| Petyt 19' Massé 56'      |       | Rühl 62'   |

| FC Lugano | 0 – 1 | FC Barcelona |
| --------- | ----- | ------------ |
|           |       | Zabalza 30'  |

| KF Partizani Tirana | 1 – 0 | AC Torino SpA |
| ------------------- | ----- | ------------- |
| Shaqiri 46'         |       |               |

| HFC ADO Den Haag                          | 4 – 1 | Grazer AK       |
| ----------------------------------------- | ----- | --------------- |
| Giesen 41', 69' Schoenmaker 53' Aarts 57' |       | Hohenwarter 40' |

| Olympiacos SF Pireu         | 2 – 0 | Knattspyrnufélag Reykjavíkur |
| --------------------------- | ----- | ---------------------------- |
| Botinos 45' Zanteroglou 90' |       |                              |

### Turul II
| Knattspyrnufélag Reykjavíkur | 0 – 2 | Olympiacos SF Pireu        |
| ---------------------------- | ----- | -------------------------- |
|                              |       | Gioutsos 23' Stolingas 60' |

Olympiacos SF Pireu s-a calificat cu scorul general 4–0.
| Sliema Wanderers FC | 1 – 0 | US Rumelange |
| ------------------- | ----- | ------------ |
| Falzon 67'          |       |              |

La scorul general 2–2, Sliema Wanderers FC s-a calificat datorită numărului mai mare de goluri marcate în deplasare.
| West Bromwich Albion FC | 2 – 0 | Club Brugge KV |
| ----------------------- | ----- | -------------- |
| Brown 14' Hartford 43'  |       |                |

La scorul general 3–3, West Bromwich Albion FC s-a calificat datorită numărului mai mare de goluri marcate în deplasare.
| APOEL FC Nicosia | 0 – 2 | Dunfermline Athletic FC      |
| ---------------- | ----- | ---------------------------- |
|                  |       | Gardner 57' W. Callaghan 84' |

APOEL FC Nicosia s-a calificat cu scorul general 12–1.
| FC Porto                    | 2 – 1 | Cardiff City FC |
| --------------------------- | ----- | --------------- |
| Pavão 9' Custódio Pinto 76' |       | Toshack 51'     |

FC Porto s-a calificat cu scorul general 4–3.
| RFK Bor                       | 2 – 0 | Slovan CHZJD Bratislava |
| ----------------------------- | ----- | ----------------------- |
| Ranković 42' (pen.) Tomić 59' |       |                         |

Slovan CHZJD Bratislava s-a calificat cu scorul general 3–2.
| IFK Norrköping                     | 4 – 1 | Crusaders FC Belfast |
| ---------------------------------- | ----- | -------------------- |
| Norblad 10', 37' Hultberg 21', 54' |       | McPolin 55'          |

IFK Norrköping s-a calificat cu scorul general 6–3.
| SFK Lyn Oslo                                    | 4 – 1 | Altay SK Izmir |
| ----------------------------------------------- | ----- | -------------- |
| Knut Berg 40' Johannessen 44', 70' Jan Berg 89' |       | Denizli 62'    |

SFK Lyn Oslo s-a calificat cu scorul general 5–4.
| Shamrock Rovers FC Dublin | 1 – 2 | Randers Sportsklub Freja   |
| ------------------------- | ----- | -------------------------- |
| Fullam 53'                |       | Gaardsøe 22' Andreasen 57' |

Randers Sportsklub Freja s-a calificat cu scorul general 3–1.
| 1. FC Köln                             | 3 – 0 | FC Girondins de Bordeaux |
| -------------------------------------- | ----- | ------------------------ |
| Blusch 20' Overath 22' Rühl 53' (pen.) |       |                          |

1. FC Köln s-a calificat cu scorul general 4–2.
| FC Barcelona                 | 3 – 0 | FC Lugano |
| ---------------------------- | ----- | --------- |
| Mendonça 75', 90' Zaldúa 83' |       |           |

FC Barcelona s-a calificat cu scorul general 4–0.
| AC Torino SpA                         | 3 – 1 | KF Partizani Tirana |
| ------------------------------------- | ----- | ------------------- |
| Carelli 22' Facchin 28' Mondonico 58' |       | Bajko 85'           |

AC Torino SpA s-a calificat cu scorul general 3–2.
| Grazer AK | 0 – 2 | HFC ADO Den Haag |
| --------- | ----- | ---------------- |
|           |       | Heijnen 16', 89' |

HFC ADO Den Haag s-a calificat cu scorul general 6–1.

## Optimi de finală
| Echipa 1                 | Total | Echipa 2                | Turul I | Turul II |
| ------------------------ | ----- | ----------------------- | ------- | -------- |
| SFK Lyn Oslo             | 4 – 3 | IFK Norrköping          | 2 – 0   | 2 – 3    |
| Randers Sportsklub Freja | 8 – 0 | Sliema Wanderers FC     | 6 – 0   | 2 – 0    |
| HFC ADO Den Haag         | 0 – 4 | 1. FC Köln              | 0 – 1   | 0 – 3    |
| FC Porto                 | 1 – 4 | Slovan CHZJD Bratislava | 1 – 0   | 0 – 4    |
| Dunfermline Athletic FC  | 4 – 3 | Olympiacos SF Pireu     | 4 – 0   | 0 – 3    |
| SC Dinamo București      | 1 – 4 | West Bromwich Albion FC | 1 – 1   | 0 – 4    |

Calificate direct: FC Barcelona și AC Torino SpA.

### Turul I
| SFK Lyn Oslo                  | 2 – 0 | IFK Norrköping |
| ----------------------------- | ----- | -------------- |
| Knut Berg 40' Harald Berg 57' |       |                |

| Randers Sportsklub Freja                                            | 6 – 0 | Sliema Wanderers FC |
| ------------------------------------------------------------------- | ----- | ------------------- |
| Andersen 3', 85' Olsen 35' Bødker 53' Sørensen 55' Lykke 65' (pen.) |       |                     |

| HFC ADO Den Haag | 0 – 1 | 1. FC Köln     |
| ---------------- | ----- | -------------- |
|                  |       | Jendrossek 88' |

| FC Porto           | 1 – 0 | Slovan CHZJD Bratislava |
| ------------------ | ----- | ----------------------- |
| Custódio Pinto 34' |       |                         |

| Dunfermline Athletic FC                  | 4 – 0 | Olympiacos SF Pireu |
| ---------------------------------------- | ----- | ------------------- |
| Mitchell 48' Edwards 55', 77' Fraser 80' |       |                     |

| SC Dinamo București | 1 – 1 | West Bromwich Albion FC |
| ------------------- | ----- | ----------------------- |
| Dumitrache 23'      |       | Hartford 28' · Rees 75' |

### Turul II
| IFK Norrköping                  | 3 – 2 | SFK Lyn Oslo                |
| ------------------------------- | ----- | --------------------------- |
| Hultberg 1', 51' Hesselgren 65' |       | Harald Berg 40' Austnes 50' |

SFK Lyn Oslo s-a calificat cu scorul general 4–3.
| Sliema Wanderers FC | 0 – 2 | Randers Sportsklub Freja |
| ------------------- | ----- | ------------------------ |
|                     |       | Gaardsøe 23', 65'        |

Randers Sportsklub Freja s-a calificat cu scorul general 8–0.
| 1. FC Köln              | 3 – 0 | HFC ADO Den Haag |
| ----------------------- | ----- | ---------------- |
| Löhr 3', 53' Blusch 74' |       |                  |

1. FC Köln s-a calificat cu scorul general 4–0.
| Slovan CHZJD Bratislava                                  | 4 – 0 | FC Porto |
| -------------------------------------------------------- | ----- | -------- |
| Ján Čapkovič 22' Jokl 48', 88' (pen.) Jozef Čapkovič 84' |       |          |

Slovan CHZJD Bratislava s-a calificat cu scorul general 4–1.
| Olympiacos SF Pireu                    | 3 – 0 | Dunfermline Athletic FC |
| -------------------------------------- | ----- | ----------------------- |
| Stolingas 10' Botinos 29' Vasiliou 32' |       |                         |

Dunfermline Athletic FC s-a calificat cu scorul general 4–3.
| West Bromwich Albion FC                    | 4 – 0 | SC Dinamo București |
| ------------------------------------------ | ----- | ------------------- |
| Lovett 14' Brown 44', 52' (pen.) Astle 72' |       |                     |

West Bromwich Albion FC s-a calificat cu scorul general 5–1.

## Sferturi de finală
| Echipa 1                | Total | Echipa 2                 | Turul I | Turul II |
| ----------------------- | ----- | ------------------------ | ------- | -------- |
| Dunfermline Athletic FC | 1 – 0 | West Bromwich Albion FC  | 0 – 0   | 1 – 0    |
| SFK Lyn Oslo            | 4 – 5 | FC Barcelona             | 2 – 3   | 2 – 2    |
| AC Torino SpA           | 1 – 3 | Slovan CHZJD Bratislava  | 0 – 1   | 1 – 2    |
| 1. FC Köln              | 5 – 1 | Randers Sportsklub Freja | 2 – 1   | 3 – 0    |

### Turul I
| Dunfermline Athletic FC | 0 – 0 | West Bromwich Albion FC |
| ----------------------- | ----- | ----------------------- |
|                         |       |                         |

| SFK Lyn Oslo         | 2 – 3 | FC Barcelona                        |
| -------------------- | ----- | ----------------------------------- |
| Harald Berg 39', 80' |       | Zaldúa 12' Pellicer 25' Gallego 62' |

| AC Torino SpA | 0 – 1 | Slovan CHZJD Bratislava |
| ------------- | ----- | ----------------------- |
|               |       | Jokl 54'                |

| 1. FC Köln                | 2 – 1 | Randers Sportsklub Freja |
| ------------------------- | ----- | ------------------------ |
| Jendrossek 34' Biskup 89' |       | Gaardsøe 34'             |

### Turul II
| FC Barcelona     | 2 – 2 | SFK Lyn Oslo         |
| ---------------- | ----- | -------------------- |
| Gallego 75', 83' |       | Johannessen 29', 52' |

FC Barcelona s-a calificat cu scorul general 5–4.
| West Bromwich Albion FC | 0 – 1 | Dunfermline Athletic FC |
| ----------------------- | ----- | ----------------------- |
|                         |       | Gardner 4'              |

Dunfermline Athletic FC s-a calificat cu scorul general 1–0.
| Slovan CHZJD Bratislava  | 2 – 1 | AC Torino SpA |
| ------------------------ | ----- | ------------- |
| Horváth 26' Hlavenka 62' |       | Carelli 89'   |

Slovan CHZJD Bratislava s-a calificat cu scorul general 4–1.
| Randers Sportsklub Freja | 0 – 3 | 1. FC Köln               |
| ------------------------ | ----- | ------------------------ |
|                          |       | Biskup 24' Rühl 70', 83' |

## Sferturi de finală
| Echipa 1                | Total | Echipa 2                | Turul I | Turul II |
| ----------------------- | ----- | ----------------------- | ------- | -------- |
| 1. FC Köln              | 3 – 6 | FC Barcelona            | 2 – 2   | 1 – 4    |
| Dunfermline Athletic FC | 1 – 2 | Slovan CHZJD Bratislava | 1 – 1   | 0 – 1    |

### Turul I
| 1. FC Köln       | 2 – 2 | FC Barcelona          |
| ---------------- | ----- | --------------------- |
| Löhr 8' Rühl 76' |       | Zabalza 23' Fusté 81' |

| Dunfermline Athletic FC | 1 – 1 | Slovan CHZJD Bratislava |
| ----------------------- | ----- | ----------------------- |
| Fraser 44'              |       | Ján Čapkovič 83'        |

### Turul II
| FC Barcelona                         | 4 – 1 | 1. FC Köln |
| ------------------------------------ | ----- | ---------- |
| Martí Filosia 7' Fusté 54', 68', 80' |       | Rühl 17'   |

FC Barcelona s-a calificat cu scorul general 6–3.
| Slovan CHZJD Bratislava | 1 – 0 | Dunfermline Athletic FC |
| ----------------------- | ----- | ----------------------- |
| Ján Čapkovič 23'        |       | Gardner 76'             |

Slovan CHZJD Bratislava s-a calificat cu scorul general 2–1.

## Finala
| Slovan CHZJD Bratislava | Slovan CHZJD Bratislava | FC Barcelona | FC Barcelona |
| | \| Finala \| \| 21 mai 1969, ora 19:00 la Basel (St. Jakob Stadion) \| \| Scor: 3–2 (3–1) \| \| Spectatori: 19.478 \| \| Arbitru: Laurens van Ravens (Olanda) \| \| Detalii \|                                         |              |              |
| Alexander Vencel – Jozef Fiľo, Vladimír Hrivnák, Alexander Horváth , Ján Zlocha – Jozef Čapkovič, Ivan Hrdlička - Ľudovít Cvetler, Karol Jokl, Ladislav Móder, Ján Čapkovič Antrenor: Michal Vičan | Salvador Sadurní – Josep Franch, Joaquim Rifé, Ferran Olivella , Eladio Silvestre – Carlos Pellicer, Pedro Zabalza – José Antonio Zaldúa, Santiago Castro, Josep Maria Fusté, Carles Rexach Antrenor: Salvador Artigas |              |              |
| 1:0 Ľudovít Cvetler (1) 2:1 Vladimír Hrivnák (29) 3:1 Ján Čapkovič (41) | 1:0 José Antonio Zaldúa (19) 3:2 Carles Rexach (50) |              |              |
| Finala | |              |              |
| 21 mai 1969, ora 19:00 la Basel (St. Jakob Stadion) | |              |              |
| Scor: 3–2 (3–1) | |              |              |
| Spectatori: 19.478 | |              |              |
| Arbitru: Laurens van Ravens (Olanda) | |              |              |
| Detalii | |              |              |

## Golgheteri
6 goluri
- Carl-Heinz Rühl (1. FC Köln)

5 goluri
- Ulf Hultberg (IFK Norrköping)
- Per Gaardsøe (Randers Sportsklub Freja)
- Karol Jokl (Slovan CHZJD Bratislava)

4 goluri
- Custódio Pinto (FC Porto)
- Harald Berg (SFK Lyn Oslo)
- Karl Johan Johannessen (SFK Lyn Oslo)
- Josep Maria Fusté (FC Barcelona)
- Ján Čapkovič (Slovan CHZJD Bratislava)